# Carl Löwenhielm

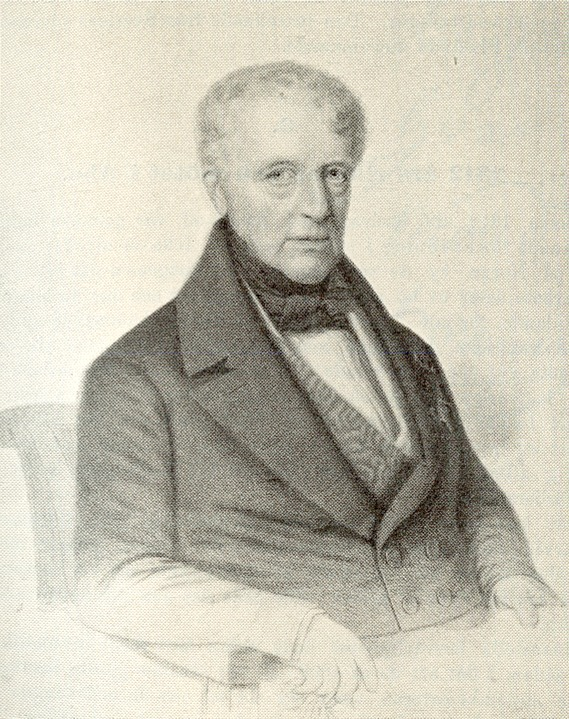
Carl Axel Löwenhielm.

Graaf Carl Löwenhielm (1772–1861) was een Zweeds militair, diplomaat en politicus. Van 1822 tot 1839 zetelde hij in de Zweedse ministerraad. De aristocraat was een bastaard van Karel XIII van Zweden. Zijn moeder was Augusta von Fersen, de echtgenote van Kanselier Fredric Adolph Löwenhielm .
Carl Löwenhielm vertegenwoordigde Zweden op het Congres van Wenen waar hij het voorheen Deense Koninkrijk Noorwegen voor de Zweedse kroon verwierf. Hij was Ridder in de Orde van de Serafijnen en Ridder in de Orde van het Zwaard. Carl Löwenhielm was ook Grootkruis in de Pruisische Orde van de Rode Adelaar.
- Bibsys: 13024009
- Gemeinsame Normdatei: 1172012261
- International Standard Name Identifier: 0000 0000 5276 1291
- Library of Congress Control Number: nr97022022
- LIBRIS: 309069
- Virtual International Authority File: 26970463
- WorldCat: E39PBJjHgrxWjptKMwfPqt7GpP